# الاکولا، بخش تارتو
الاکولا، بخش تارتو (به لاتین: Alaküla, Tartu County) یک روستا در استونی است که در شهرستان تارتو واقع شده‌است.